# Andri Moser
Andri Moser (21 novembre 2001) è uno sciatore alpino svizzero.

## Biografia
Sciatore polivalente attivo dall'ottobre del 2017, Moser ha esordito in Coppa Europa il 7 dicembre 2020 a Zinal in supergigante (72º); non ha debuttato in Coppa del Mondo né preso parte a rassegne olimpiche o iridate.

## Palmarès

### Coppa Europa
- Miglior piazzamento in classifica generale: 106º nel 2024

### Nor-Am Cup
- Miglior piazzamento in classifica generale: 51º nel 2023
- 1 podio:
  - 1 terzo posto

### Campionati svizzeri
- 1 medaglia:
  - 1 bronzo (supergigante nel 2024)